# Vinzenz von Efferen
Vinzenz von Efferen (* vor 1496; † 20. September 1518) war Junker und Gefolgsmann des Jülicher Herzogs Wilhelm IV., der ihn 1496 mit der Herrlichkeit und Burg Stolberg belehnte. Vinzenz gehörte zum kurkölnischen Geschlecht der Overstolz, eines der ältesten Rittergeschlechter Kölns.
Auf dem herzoglichen Schloss Hambach wurde die Urkunde zum Übertrag des Lehens unterzeichnet. Gegenüber früheren Lehensurkunden wurde Stolberg hier als „Erbgift“ und nicht mehr als „Erbmannlehen“ bezeichnet, was bedeutete, dass Stolberg auch im weiblichen Zweig vererbbar war. Da Stolberg zu dieser Zeit noch kein Schöffengericht besaß, siegelte ein anwesender Adliger.
Vinzenz von Efferen heiratete Johanna von Merode zu Schloßberg. Aus dieser Ehe sind fünf Kinder hervorgegangen: Anna, Hieronymus, Wilhelm, Regina und Vinzenz. 
Vinzenz von Efferen wurde vom Herzog von Jülich zum Amtmann von Herzogenrath ernannt. Außerdem übernahm er eine diplomatische Mission beim Kölner Erzbischof Philipp II. von Daun-Oberstein.
Es existieren Urkunden, die belegen, dass Vinzenz von Efferen 1497 das Lehen des Kupfermeisters Heinrich Dollart bestätigte und damit den Grundstein für die Stolberger Metallindustrie legte. Gleichzeitig führte dieses Lehen zu einem mehr als 150 Jahre dauernden Streit zwischen den Herren von Stolberg und dem Abt der Reichsabtei Kornelimünster. Auslöser war ein Mühlengraben, den Dollart ziehen ließ, um den Hammer seines Werkes mit Wasserkraft antreiben zu können. Dieser Graben verlief außerhalb des Grundstückes, auf einem Gebiet, das die Abtei als ihr Eigentum betrachtete. Sie verlangte von Dollart einen Grundzins, was der Lehenvertrag nicht vorsah. Im Jahre 1510 konnte der Abt Heinrich von Binsfeld seine Ansprüche durchsetzen. Es kam zu einer neuen Festlegung des Stolberger Gebietes, durch die das Territorium Stolbergs so stark beschnitten wurde, dass seine Existenzgrundlage extrem gefährdet war. Der Streit eskalierte. Der Versuch des Abtes, die Situation im Jahre 1517 zu entschärften, kam zu spät, denn Vinzenz von Efferen verstarb am 20. September 1518. Er wurde in der Klosterkirche Schwarzenbroich beigesetzt. Seine Frau übernahm das Lehen Stolberg.
Der Wormser Fürstbischof Wilhelm von Efferen war sein Enkel. 